# Kosmos 1547
Kosmos 1547 (em russo: Космос 1547, significado Cosmos 1547) foi um satélite soviético de sistema de alerta anti-mísseis intercontinentais. Foi desenvolvido como parte do programa Oko de satélites artificiais. O satélite foi projetado para identificar lançamentos de mísseis usando telescópios ópticos e sensores infravermelhos.
O Kosmos 1547 foi lançado em 04 de abril de 1984 do Cosmódromo de Plesetsk, União Soviética (atualmente na Rússia), através de um foguete Molniya-M. 
O satélite encerrou suas operações em 23 de agosto de 1985.